# Lista de municípios do Amazonas por IDEB de 2009
Este anexo é uma Lista dos municípios do Amazonas segundo dados do IDEB de 2009. O Amazonas é um estado brasileiro da Região Norte, composto por 62 municípios, 13 microrregiões e 6 mesorregiões. O IDEB é o Índice de Desenvolvimento da Educação Básica, um indicador criado pelo governo federal, através do Ministério da Educação, para medir a qualidade do ensino nas escolas públicas.
De acordo com dados deste indicador, o município com melhor nota no IDEB em 2009 foi Itamarati, no Sudoeste do estado, que obteve 5,2 pontos. Já o município amazonense que apresentou o pior levantamento, de acordo com o indicador, foi Pauini, no Sul do estado, com nota de apenas 2,8 pontos.

## IDEB dos municípios nos anos iníciais do ensino fundamental
| Posição | Cidade                    | IDEB |
| ------- | ------------------------- | ---- |
| 1       | Itamarati                 | 5,2  |
| 2       | Novo Airão                | 4,9  |
| 3       | Fonte Boa                 | 4,8  |
| 4       | Manacapuru                | 4,7  |
| 5       | Parintins                 | 4,6  |
| 6       | Silves                    | 4,5  |
| 7       | Apuí                      | 4,4  |
|         | Jutaí                     | 4,4  |
|         | São Gabriel da Cachoeira  | 4,4  |
|         | Tapauá                    | 4,4  |
| 8       | Boca do Acre              | 4,3  |
|         | Itapiranga                | 4,3  |
| 9       | Eirunepé                  | 4,2  |
|         | Tefé                      | 4,2  |
| 10      | Anori                     | 4,1  |
|         | Barcelos                  | 4,1  |
|         | Nhamundá                  | 4,1  |
| 11      | Anamã                     | 4,0  |
|         | Barreirinha               | 4,0  |
|         | Santa Isabel do Rio Negro | 4,0  |
|         | Urucará                   | 4,0  |
| 12      | Codajás                   | 3,9  |
|         | Nova Olinda do Norte      | 3,9  |
|         | São Sebastião do Uatumã   | 3,9  |
|         | Uarini                    | 3,9  |
|         | Urucurituba               | 3,9  |
| 13      | Alvarães                  | 3,8  |
|         | Caapiranga                | 3,8  |
|         | Humaitá                   | 3,8  |
|         | Japurá                    | 3,8  |
|         | Manaus                    | 3,8  |
|         | Maraã                     | 3,8  |
|         | Maués                     | 3,8  |
|         | Presidente Figueiredo     | 3,8  |
| 14      | Amaturá                   | 3,7  |
|         | Manaquiri                 | 3,7  |
| 15      | Beruri                    | 3,6  |
|         | Borba                     | 3,6  |
|         | Carauari                  | 3,6  |
|         | Coari                     | 3,6  |
|         | Manicoré                  | 3,6  |
|         | São Paulo de Olivença     | 3,6  |
|         | Tabatinga                 | 3,6  |
| 16      | Careiro                   | 3,5  |
|         | Itacoatiara               | 3,5  |
|         | Novo Aripuanã             | 3,5  |
| 17      | Autazes                   | 3,4  |
|         | Iranduba                  | 3,4  |
|         | Santo Antônio do Içá      | 3,4  |
| 18      | Boa Vista do Ramos        | 3,3  |
| 19      | Canutama                  | 3,2  |
|         | Envira                    | 3,2  |
|         | Lábrea                    | 3,2  |
| 20      | Benjamin Constant         | 3,1  |
|         | Ipixuna                   | 3,1  |
|         | Rio Preto da Eva          | 3,1  |
|         | Tonantins                 | 3,1  |
| 21      | Careiro da Várzea         | 3,0  |
| 22      | Juruá                     | 2,9  |
| 23      | Atalaia do Norte          | 2,8  |
|         | Guajará                   | 2,8  |
|         | Pauini                    | 2,8  |